# Cespitularia densa
Cespitularia densa is een zachte koraalsoort uit de familie Xeniidae. De koraalsoort komt uit het geslacht Cespitularia. Cespitularia densa werd in 1966 voor het eerst wetenschappelijk beschreven door Tixier-Durivault. 